# 阿蜂麻蝇属
阿蜂麻蝇属（学名：Aleximyia）为麻蝇科的一个属。

## 下属物种
本属包括以下物种：
- 白头阿蜂麻蝇 Aleximyia albifrons Chao et Zhang